# Margeir Pétursson
Margeir Pétursson (Reykjavík, 15 febbraio 1960) è uno scacchista islandese.

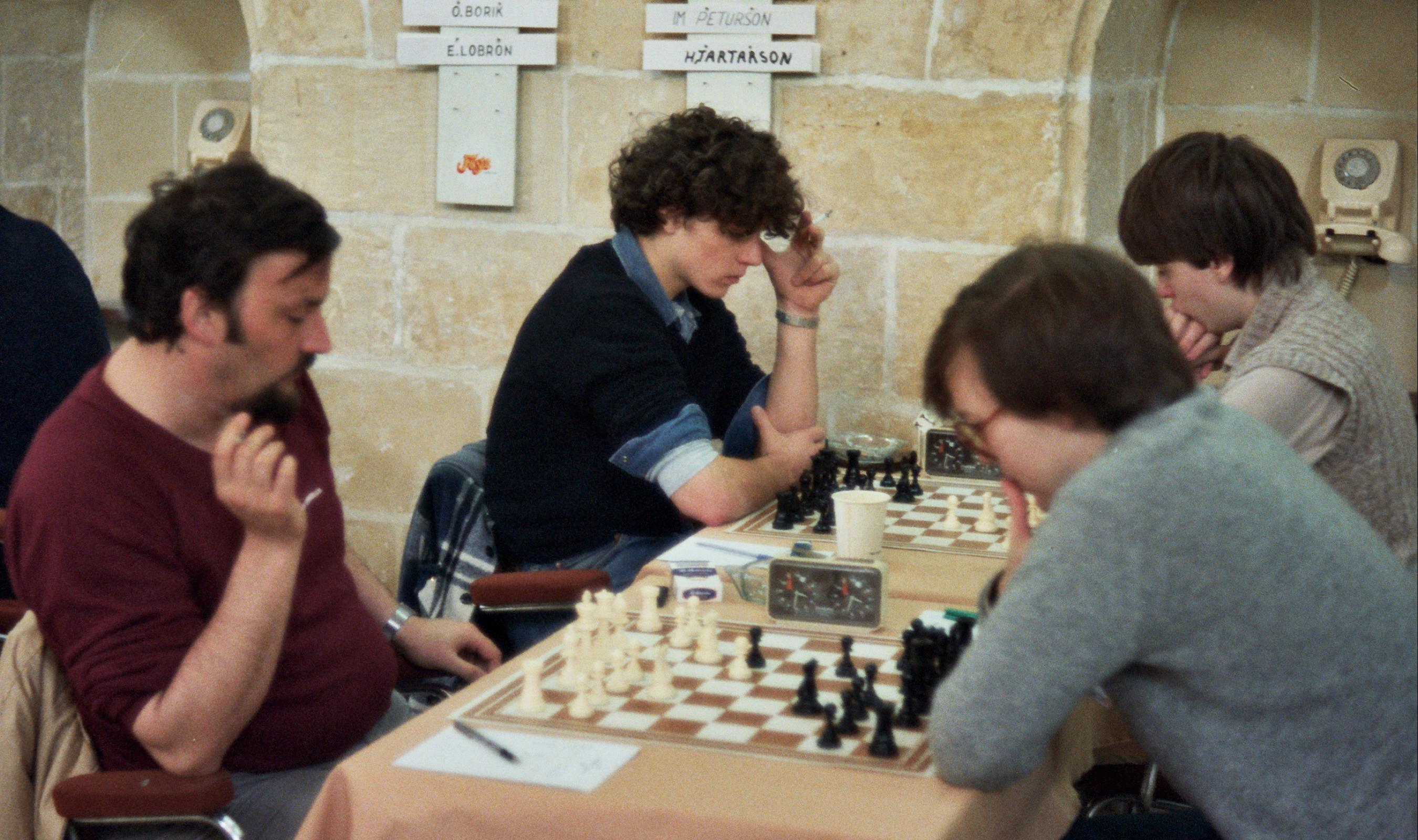
Germania - Islanda (Borik - Petursson, Lobron - Hjartarson), Olimpiadi di Malta 1980

Ottenne il titolo di Maestro Internazionale nel 1978 e di Grande maestro nel 1986.
Vinse il Campionato islandese nel 1986 e 1987.
Dal 1976 al 1996 partecipò con la nazionale islandese a 11 olimpiadi degli scacchi, col risultato complessivo di +44 =58 –22 (59,8 %).
Altri risultati della sua carriera furono i seguenti:
- 1985 : =1º allo zonale di Gausdal;  2º a Reykjavík
- 1986 : vince il torneo di Hastings 1985/86;   2º-5º nel World Open di Filadelfia (1507 partecipanti, vinto da Nick de Firmian)
- 1987 : 1º a Tórshavn
- 1989 : =1º con Viktor Korčnoj all'open di Lugano con 8/9, davanti a 20 grandi maestri;  2º-4º allo zonale di Espoo
- 1993 : 1º a Aarhus
- 1994 : 1º a Valby
- 1995 : 1º a Copenaghen;  2º nell'Olafsson Memorial di Reykjavík

Raggiunse il massimo punteggio Elo nel 1997, con 2540 punti. Dal 2003 non partecipa più a tornei importanti.